# Суходол (Самарска област)
Вижте пояснителната страница за други значения на Суходол.
Суходол (на руски: Суходол) е селище от градски тип в Русия, разположено в Сергиевски район, Самарска област. Населението му към 1 януари 2018 година е 13 483 души.